# Miroși
Miroși è un comune della Romania di 2 672 abitanti, ubicato nel distretto di Argeș, nella regione storica della Muntenia.
Il comune è formato dall'unione di due villaggi: Miroși e Surdulești.
La quasi totalità della superficie del comune è occupata da terreni agricoli, pari a 4 435 ettari; l'economia del comune si basa infatti pressoché completamente sulla coltivazione dei terreni e l'allevamento del bestiame (circa 20.000 capi complessivi, tra cui oltre 15.000 pecore).